# ماركوس لوبيز مورا
ماركوس لوبيز مورا (بالإسبانية: Marcos López Mora)‏ هو سياسي مكسيكي، ولد في 22 يونيو 1933 بمدينة فيراكروز في المكسيك. حزبياً، نشط في الحزب الثوري المؤسساتي. وقد انتخب عضو مجلس النواب المكسيك.